# Constancio de Oporto
Constancio (s. VI) fue un eclesiástico hispano, obispo católico de Oporto.

## Biografía
La única noticia conocida sobre su persona es su asistencia al concilio de Toledo del año 589, en cuyas actas consta su firma.  Por el orden que esta ocupa entre las de los demás prelados asistentes, que firmaban por orden de antigüedad, se supone que fue consagrado a principios de la década de 580. La diócesis de Oporto era sufragánea de la de Braga, encabezada por el metropolitano Pantardo, y ambas se encontraban en el reino suevo, en aquella época bajo el reinado de Miro. Constancio fue el primer obispo en titularse «portucalense», pues en el concilio de Braga del 572 su antecesor Viator firmaba como «magnetense».
En el año 585 el rey visigodo Leovigildo conquistó el reino suevo y tras anexionarlo al reino visigodo decretó el destierro para todos los obispos católicos que se negaran a convertirse al arrianismo; Constancio debió salir de su diócesis, que fue ocupada por el arriano Argiovito, hasta que al año siguiente Leovigildo murió, y su hijo Recaredo restableció el catolicismo, restituyendo en sus sedes a los obispos desterrados por su padre.
Constancio y Argiovito tomaron parte en el III Concilio de Toledo celebrado el año 589; el segundo abjuró de su fe arriana para abrazar el catolicismo y a partir de ese momento ambos prelados convivieron en la sede, aunque se supone que si bien ambos mantenían el título episcopal, solo el primero tenía la jurisdicción eclesiástica.